# Belize aux Jeux olympiques d'été de 2020
Le Belize participe aux Jeux olympiques de 2020 à Tokyo au Japon. Il s'agit de sa 13e participation à des Jeux d'été.

## Athlètes engagés
| Sport       | Hommes | Femmes | Total |
| ----------- | ------ | ------ | ----- |
| Athlétisme  | 1      | 1      | 2     |
| Canoë-kayak | 1      | 0      | 1     |
| Total       | 2      | 1      | 3     |

## Résultats

### Athlétisme
Le comité bénéficient d'une place attribuée au nom de l'universalité des Jeux. Shaun Gill dispute le 100 mètres et Samantha Dirks le 100 mètres.
| Athlète        | Épreuve        | Tour préliminaire | Tour préliminaire | 1er tour | 1er tour | Demi-finale | Demi-finale | Finale   | Finale   |
| Athlète        | Épreuve        | Temps             | Rang              | Temps    | Rang     | Temps       | Rang        | Temps    | Rang     |
| -------------- | -------------- | ----------------- | ----------------- | -------- | -------- | ----------- | ----------- | -------- | -------- |
| Shaun Gill     | 100 m masculin | 10 s 88           | 5e                | Éliminé  | Éliminé  | Éliminé     | Éliminé     | Éliminé  | Éliminé  |
| Samantha Dirks | 400 m féminin  | Non disputé       | Non disputé       | 54 s 16  | 7e       | Éliminée    | Éliminée    | Éliminée | Éliminée |

### Canoë-kayak
Amado Cruz a bénéficié d'une invitation tripartite pour participer aux Jeux.
| Athlète    | Compétition       | Séries         | Séries | Quarts de finale | Quarts de finale | Demi-finales | Demi-finales | Finale Finale B Finale C | Finale Finale B Finale C |
| Athlète    | Compétition       | Temps          | Rang   | Temps            | Rang             | Temps        | Rang         | Temps                    | Rang                     |
| ---------- | ----------------- | -------------- | ------ | ---------------- | ---------------- | ------------ | ------------ | ------------------------ | ------------------------ |
| Amado Cruz | K1 200 m hommes   | 39 s 645       | 5e     | 39 s 333         | 5e               | Éliminé      | Éliminé      | Éliminé                  | Éliminé                  |
| Amado Cruz | K1 1 000 m hommes | 4 min 13 s 080 | 5e     | 4 min 15 s 262   | 6e               | Éliminé      | Éliminé      | Éliminé                  | Éliminé                  |